# Parahaplolepis
Parahaplolepis è un genere di pesci ossei estinto, appartenente agli aplolepiformi. Visse nel Carbonifero superiore (circa 320 - 310 milioni di anni fa) e i suoi resti fossili sono stati ritrovati in Europa e in Nordamerica.

## Descrizione
Come tutti i suoi stretti parenti, Parahaplolepis era caratterizzato da dimensioni molto piccole: superava infatti di poco i 7 centimetri di lunghezza. Parahaplolepis era caratterizzato da un corpo abbastanza snello e lungo, dotato di una linea laterale in posizione ventrale. Le ossa dermopterotiche e parietali non erano separate, e la linea dei fori nel tetto cranico si estendeva sul frontale dal parietale. Il margine posteriore del tetto cranico era prifondamente incavato per ospitare gli extrascapolari e i post-temporali, l'ultimo paio dei quali si incontrava nella linea mediana. L'ornamentazione del tetto cranico consisteva in corrugazioni dalla base ampia e in tubercoli bassi. La mascella era dotata di un'espansione posteriore piuttosto alta. Dietro la mascella era presente un piccolo quadratojugale. 

## Classificazione
Parahaplolepis è un tipico rappresentante degli aplolepiformi, un gruppo di attinotterigi arcaici di piccole dimensioni, tipici del Carbonifero. Parahaplolepis venne descritto inizialmente da Westoll nel 1944 come un sottogenere del genere Haplolepis, ma successivamente venne considerato un genere a sé stante, differente dal genere tipo per una quantità di caratteri osteologici. 
La specie tipo è Parahaplolepis tuberculata, descritta inizialmente sulla base di numerosi fossili provenienti dalla zona di Linton, in Ohio. Altre specie attribuite a questo genere sono P. anglica proveniente dalla zona di Longton nello Staffordshire (Inghilterra), P. poppaea, P. elenae e P. alexandrae della Scozia, e P. canadensis della Nuova Scozia. 